# GvA Trofee veldrijden 2011-2012
De Gazet van Antwerpen Trofee Veldrijden 2011-2012 was het 25e seizoen van dit regelmatigheidscriterium in het veldrijden. De wedstrijdserie begon op 1 november 2011 met De Koppenbergcross en eindigde op 19 februari 2012. De wedstrijd op de Citadel van Namen werd dit seizoen vervangen door de Super Trophy Cross Ronse.

## Kalender
| Datum      | Locatie                                   | Cat. | Eerste        | Tweede        | Derde         |
| ---------- | ----------------------------------------- | ---- | ------------- | ------------- | ------------- |
| 01/11/2011 | Koppenberg - GP Willy Naessens            | C1   | Kevin Pauwels | Sven Nys      | Zdeněk Štybar |
| 06/11/2011 | Ronse - Super Trophy Cross Ronse          | C2   | Kevin Pauwels | Zdeněk Štybar | Niels Albert  |
| 19/11/2011 | Hasselt - GP van Hasselt                  | C2   | Kevin Pauwels | Zdeněk Štybar | Sven Nys      |
| 17/12/2011 | Essen - GP Rouwmoer                       | C1   | Bart Wellens  | Niels Albert  | Rob Peeters   |
| 28/12/2011 | Loenhout - Azencross                      | C1   | Niels Albert  | Zdeněk Štybar | Sven Nys      |
| 01/01/2012 | Baal - GP Sven Nys                        | C1   | Sven Nys      | Kevin Pauwels | Bart Wellens  |
| 04/02/2012 | Lille - Krawatencross                     | C1   | Tom Meeusen   | Zdeněk Štybar | Kevin Pauwels |
| 19/02/2012 | Oostmalle - Internationale Sluitingsprijs | C1   | Niels Albert  | Zdeněk Štybar | Kevin Pauwels |

## Puntenverdeling
De eerste 20 kregen punten aan de hand van de volgende tabel:
| Positie | 1  | 2  | 3  | 4  | 5  | 6  | 7  | 8  | 9  | 10 | 11 | 12 | 13 | 14 | 15 | 16 | 17 | 18 | 19 | 20 |
| Punten  | 25 | 22 | 19 | 17 | 16 | 15 | 14 | 13 | 12 | 11 | 10 | 9  | 8  | 7  | 6  | 5  | 4  | 3  | 2  | 1  |

## Klassement (top 10)
| Nr. | Naam                | Punten |
| --- | ------------------- | ------ |
| 1   | Kevin Pauwels       | 176    |
| 2   | Zdeněk Štybar       | 166    |
| 3   | Sven Nys            | 141    |
| 4   | Niels Albert        | 139    |
| 5   | Tom Meeusen         | 114    |
| 6   | Bart Aernouts       | 87     |
| 7   | Bart Wellens        | 85     |
| 8   | Sven Vanthourenhout | 83     |
| 9   | Rob Peeters         | 80     |
| 10  | Klaas Vantornout    | 80     |

## Uitslagen
| Nr. | Naam              | Tijd    |
| --- | ----------------- | ------- |
| 1   | Kevin Pauwels     | 1:00.38 |
| 2   | Sven Nys          | + 0.31  |
| 3   | Zdeněk Štybar     | + 1.11  |
| 4   | Bart Aernouts     | + 1.13  |
| 5   | Tom Meeusen       | + 1.24  |
| 6   | Klaas Vantornout  | + 1.25  |
| 7   | Niels Albert      | + 2.06  |
| 8   | Radomír Šimůnek   | + 2.41  |
| 9   | Vincent Baestaens | zt      |
| 10  | Joeri Adams       | + 2.54  |

| Nr. | Naam             | Tijd    |
| --- | ---------------- | ------- |
| 1   | Kevin Pauwels    | 1:01.12 |
| 2   | Zdeněk Štybar    | + 0.01  |
| 3   | Niels Albert     | + 0.20  |
| 4   | Tom Meeusen      | + 0.53  |
| 5   | Klaas Vantornout | + 1.01  |
| 6   | Bart Aernouts    | + 1.11  |
| 7   | Sven Nys         | + 1.39  |
| 8   | Marcel Meisen    | + 1.44  |
| 9   | Joeri Adams      | + 1.51  |
| 10  | Mariusz Gil      | + 2.08  |

| Nr. | Naam                  | Tijd    |
| --- | --------------------- | ------- |
| 1   | Kevin Pauwels         | 0:59.39 |
| 2   | Zdeněk Štybar         | zt      |
| 3   | Sven Nys              | + 0.01  |
| 4   | Tom Meeusen           | + 0.10  |
| 5   | Dieter Vanthourenhout | + 0.28  |
| 6   | Klaas Vantornout      | + 0.34  |
| 7   | Bart Aernouts         | zt      |
| 8   | Mariusz Gil           | + 0.43  |
| 9   | Bart Wellens          | + 0.55  |
| 10  | Vincent Baestaens     | + 1.00  |

| Nr. | Naam                | Tijd    |
| --- | ------------------- | ------- |
| 1   | Bart Wellens        | 59'04"  |
| 2   | Niels Albert        | + 25"   |
| 3   | Rob Peeters         | + 39"   |
| 4   | Kevin Pauwels       | + 1'05" |
| 5   | Tom Meeusen         | + 1'12" |
| 6   | Jan Denuwelaere     | + 1'18" |
| 7   | Martin Zlámalík     | + 1'34" |
| 8   | Bart Aernouts       | + 1'40" |
| 9   | Gerben de Knegt     | + 1'46" |
| 10  | Sven Vanthourenhout | + 2'33" |

| Nr. | Naam                  | Tijd    |
| --- | --------------------- | ------- |
| 1   | Niels Albert          | 58'11"  |
| 2   | Zdeněk Štybar         | + 16"   |
| 3   | Sven Nys              | + 20"   |
| 4   | Rob Peeters           | + 27"   |
| 5   | Bart Wellens          | + 40"   |
| 6   | Kevin Pauwels         | + 1'13" |
| 7   | Sven Vanthourenhout   | + 1'21" |
| 8   | Dieter Vanthourenhout | + 1'33" |
| 9   | Lars Boom             | + 1'39" |
| 10  | Aurélien Duval        | + 1'46" |

| Nr. | Naam                | Tijd     |
| --- | ------------------- | -------- |
| 1   | Sven Nys            | 1:00'13" |
| 2   | Kevin Pauwels       | + 46"    |
| 3   | Bart Wellens        | + 1'10"  |
| 4   | Zdeněk Štybar       | + 1'30"  |
| 5   | Rob Peeters         | + 1'40"  |
| 6   | Niels Albert        | + 1'46"  |
| 7   | Sven Vanthourenhout | + 1'50"  |
| 8   | Bart Aernouts       | + 2'16"  |
| 9   | Klaas Vantornout    | + 2'39"  |
| 10  | Jonathan Page       | + 2'44"  |

| Nr. | Naam                | Tijd     |
| --- | ------------------- | -------- |
| 1   | Tom Meeusen         | 1:02'07" |
| 2   | Zdeněk Štybar       | z.t.     |
| 3   | Kevin Pauwels       | z.t.     |
| 4   | Sven Nys            | z.t.     |
| 5   | Niels Albert        | z.t.     |
| 6   | Radomír Šimůnek     | + 02"    |
| 7   | Marcel Meisen       | z.t.     |
| 8   | Sven Vanthourenhout | + 03"    |
| 9   | Vincent Baestaens   | + 09"    |
| 10  | Francis Mourey      | + 10     |

| Nr. | Naam                  | Tijd    |
| --- | --------------------- | ------- |
| 1   | Niels Albert          | 58'38"  |
| 2   | Zdeněk Štybar         | + 15"   |
| 3   | Kevin Pauwels         | + 24"   |
| 4   | Sven Nys              | + 46"   |
| 5   | Tom Meeusen           | + 50"   |
| 6   | Bart Aernouts         | z.t.    |
| 7   | Radomír Šimůnek       | z.t.    |
| 8   | Rob Peeters           | z.t.    |
| 9   | Dieter Vanthourenhout | + 59"   |
| 10  | Sven Vanthourenhout   | + 1'14" |

Kampioenschappen:  Wereldkampioenschappen · 
 Europese kampioenschappen · 
 Belgische kampioenschappen · 
 Nederlandse kampioenschappen
Klassementen:  Wereldbeker · 
 Superprestige · 
 GvA Trofee ·
 TOI TOI Cup ·
 Challenge national
Overig:  Fidea Cyclocross Classics
1987-1988 · 1988-1989 · 1989-1990 · 1990-1991 · 1991-1992 · 1992-1993 · 1993-1994 · 1994-1995 · 1995-1996 · 1996-1997 · 1997-1998 · 1998-1999 · 1999-2000 · 2000-2001 · 2001-2002 · 2002-2003 · 2003-2004 · 2004-2005 · 2005-2006 · 2006-2007 · 2007-2008 · 2008-2009 · 2009-2010 · 2010-2011 · 2011-2012 · 2012-2013 · 2013-2014 · 2014-2015 · 2015-2016 · 2016-2017 · 2017-2018 · 2018-2019 · 2019-2020 · 2020-2021 · 2021-2022 · 2022-2023 · 2023-2024 · 2024-2025